# Кордзас, Георгиос
Георгиос Кордзас (греч.  Γεώργιος Κορτζάς , 1875—1944) — греческий генерал-майор и министр.

## Молодость
Георгиос Кордзас родился в 1875 году в Перахора Коринфии.
Окончил Военное училище эвэлпидов.
Воевал в составе экспедиционного корпуса полковника Вассоса, посланного на Крит в поддержку восстания островитян накануне кратковременной, сколь и странной, греко-турецкой войны 1897 года.
Принял участие в Балканских войнах (1912—1913).
Нет информации о его участии в Первой мировой войне.
Как следует из последующих событий, Кордзас был монархистом и, скорее всего, в период Национального раскола не вступил в армию Национальной обороны, созданную на севере страны премьер-министром Э. Венизелосом и воевавшей на Македонском фронте на стороне союзников по Антанте.

## Малоазийский поход
В 1919 году, по мандату Антанты, Греция заняла западное побережье Малой Азии. Севрский мирный договор 1920 года закрепил регион за Грецией, с перспективой решения его судьбы через 5 лет, на референдуме населения:16. Завязавшиеся здесь бои с кемалистами приобрели характер войны, которую греческая армия была вынуждена вести уже в одиночку. Из союзников, Италия, с самого начала поддерживала кемалистов, Франция, решая свои задачи, стала также оказывать им поддержку. Греческая армия прочно удерживала свои позиции.
Геополитическая ситуация изменилась коренным образом и стала роковой для греческого населения Малой Азии после парламентских выборов в Греции, в ноябре 1920 года. Под лозунгом «мы вернём наших парней домой», на выборах победила монархистская «Народная партия». Возвращение в Грецию германофила Константина освободило союзников от обязательств по отношению к Греции. Не находя дипломатического решения в вопросе с греческим населением Ионии, в совсем иной геополитической обстановке правительство монархистов продолжило войну. Напрягая свои ограниченные людские ресурсы, Греция мобилизовала ещё 3 призыва в армию.

### Начальник штаба Отдельной дивизии

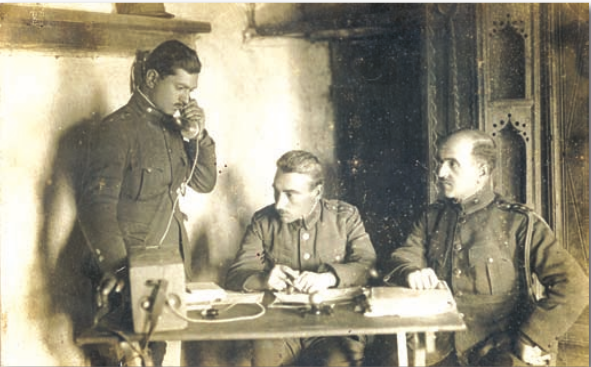
В штабе Отдельной дивизии, Малая Азия октябрь 1921 года. В центре комдив полковник Димитриос Теотокис, справа начальник штаба полковник Георгиос Кордзас.

После поражения Венизелоса на парламентских выборах ноября 1920 года, Кордзас был отозван в действующую армию.
Он был назначен начальником штаба Отдельной дивизии.
Отдельная дивизия была сформирована в июле 1921 года в занятой греческой армией Восточной Фракии. Части греческой армии встали в 50 километрах от занятого союзными флотами, включая греческий, Константинополя.
В атмосфере ухудшающихся отношений с союзниками, правительство монархистов вынашивало план внезапного занятия Константинополя силами двух дивизий, одной из которых была Отдельная дивизия.
Первым комдивом дивизии был генерал-майор Г. Леонардопулос.
Дивизия включала в себя 51-й, 52-й и 53-й пехотные полки, один дивизион полевой и один дивизион горной артиллерии.
4 августа 1921 года, когда 7 дивизий малоазийского экспедиционного корпуса готовились к походу на Анкару, дивизия получила приказ переправиться на азиатский берег Мраморного моря, в Киос (Гемлик).
Дивизия высадилась в Киосе 10 августа и совершила марш к городу Дорилеон (Эскишехир), куда прибыла 2 сентября.
Дивизия получила приказ очистить регион восточнее города от турецких сил.
8 сентября, понеся тяжёлые потери, дивизия отбила у турок городок Сегит Гази (Seyit Gazi).
Дивизия установила в регионе 3 линии обороны и совершала налёты на территорию противника.

### Комдив III пехотной дивизии

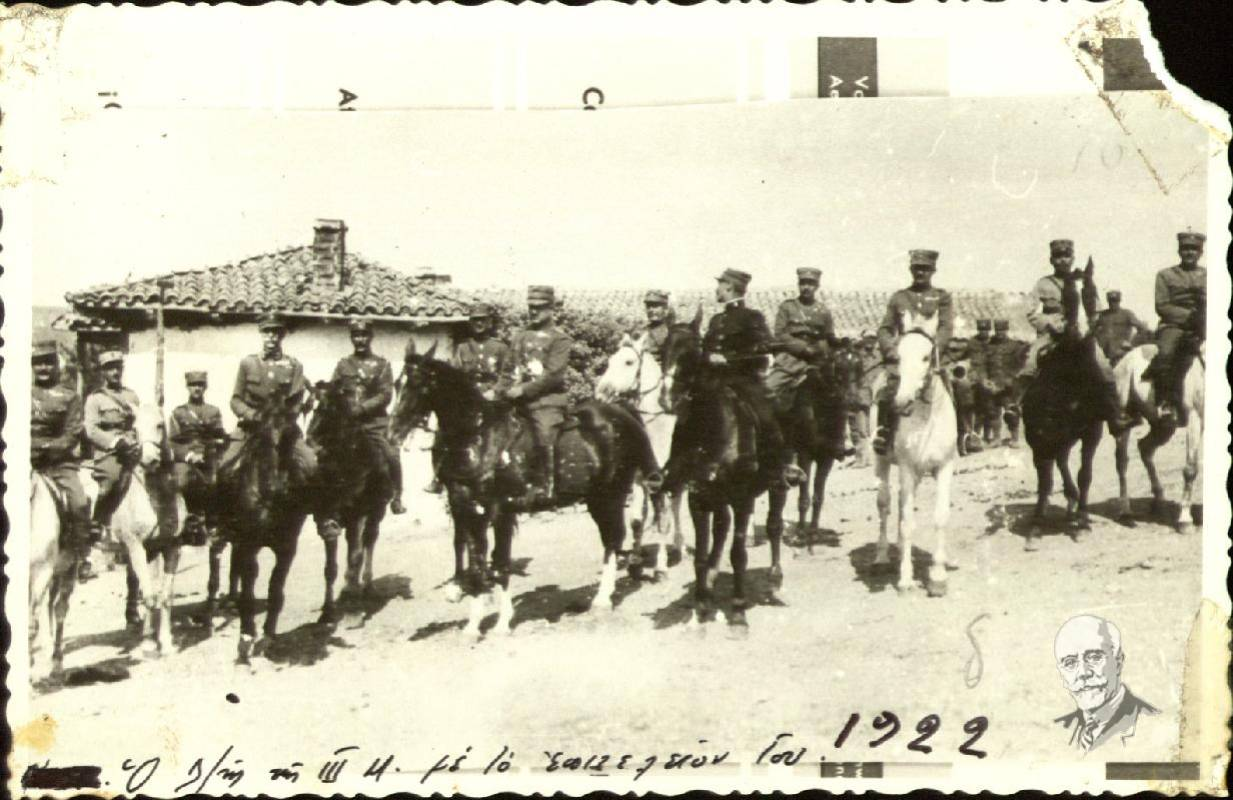
Комдив 3-й дивизии Георгиос Кордзас со своим штабом. Малая Азия, 1922 год.

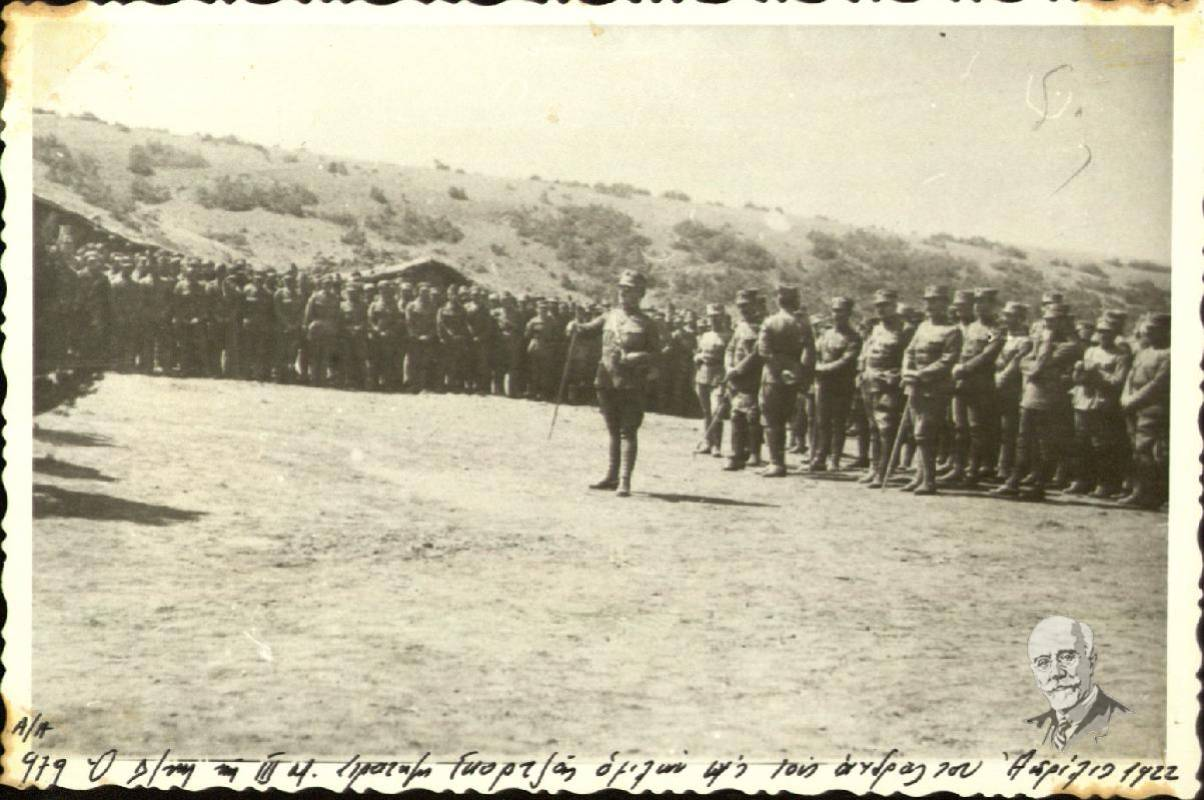
Комдив 3-й дивизии Георгиос Кордзас обращается к своим солдатам. Акхисар, Малая Азия, апрель 1922 года.

Весной 1922 года Кордзас, в звании полковника, принял командование III пехотной дивизии III (северного) корпуса армии.
С началом турецкого наступления в августе 1922 года, Отдельная дивизия, бывшая дивизия Кордзаса, совершила героический марш по тылам наступающей турецкой армии, который греческая историография уподобляет древнему Анабасису Кира.
III дивизия, под командованием Кордзаса, не снискала подобной славы, но пробилась в боями к побережью Мраморного моря, и, в отличие от XI дивизии III корпуса полковника Н Кладаса, успешно эвакуировалась из Малой Азии и переправилась в Восточную Фракию.
После последовавшего антимонархистского восстания армии в сентябре 1922 года, полковник Кордзас, будучи монархистом, был демобилизован.
Через год он был отозван. Окончательно был демобилизован в 1924 году, в звании генерал-майора.

## Министр
Генерал Кордзас появился на политической арене Греции в 1941 году.
В октябре 1940 года греческая армия отразила нападение Италии и перенесла военные действия на территорию Албании. Это была первая победа стран антифашистской коалиции против сил Оси.
Ожидалось вмешательство Германии. Германский генштаб подготовил план операции «Марита» в декабре, подписав соглашение об участии болгарской армии в войне и предоставлении Болгарии греческих территорий в Македонии и Фракии:545.
Германия начала ввод своих войск в Болгарию 6 февраля 1941 года и развернула их на греко-болгарской границе. Болгары мобилизовали 14 своих дивизий:542.
Итальянское весеннее наступление марта 1941 года в Албании показало, что итальянская армия не могла изменить ход событий, что делало вмешательство Германии для спасения своего союзника неизбежным. Германское вторжение в Грецию началось 6 апреля 1941 года. В тот же день немцы вторглись в Югославию, поскольку мартовский переворот нарушил планы присоединения этой страны к «Оси». Немцы не смогли с ходу прорвать греческую оборону на Линии Метаксаса, что вынудило Гитлера заявить, что «из всех противников, которые нам противостояли, греческий солдат сражался с наибольшим мужеством».
Группа дивизий Восточной Македонии (4 дивизии) оказалась отрезанной от основных сил армии, воевавших против итальянцев в Албании, где находились 16 из общего числа 22 греческих дивизий:545. Дорога на Афины была открытой для германских дивизий. Греческих частей на их пути практически не было. В Афинах было объявлено Военное положение. В атмосфере пораженчества и проявления германофильства некоторых генералов, 18 апреля состоялось заседание правительства, под председательством премьера Александроса Коризиса. Правительство и король Георг приняли решение оставить континентальную Грецию и перебраться на Крит. Большинство членов правительства считали что будет недостойным для греческой армии прекратить сражение, в то время как британские части, приглашённые ими в Грецию, ввязались в бои:550. После совета состоялся разговор Коризиса с королём Георгом. Коризис ушёл с этой встречи опустошённым и направился в свой дом, где покончил жизнь самоубийство двумя выстрелами.
Историк Т. Герозисис считает, что Коризис сдержал слово, данное германскому послу: «лучше умереть»:551.
Король обратился к Софулису, чтобы тот сформировал правительство, но тот отказался:551.
21 апреля 1941 года предложение короля возглавить правительство принял Эммануил Цудерос.
Генерал — майор Кордзас принял в этом правительстве портфель министра транспорта
23 апреля правительство Цудероса, вместе с королевской семьёй отбыли на Крит, в то время как разрозненные части греческой армии, под командованием «сумасшедших» офицеров, отказывавшихся капитулировать, отступали с боями к морским портам, чтобы добраться до Крита или Египта:554.
Однако даже в эти трагические дни, у короля и правительства Цудероса не хватило мужества освободить заключённых коммунистов, которые в конечном итоге были переданы немцам:557:574.
С началом Критской операции, в мае 1941 года правительство перебралось в Египет, став таким образом правительством в изгнании.
Кордзас оставался министром до 2 июня 1941 года, когда министерство транспорта в эмиграционном правительстве было упразднено.
Он поселился в Южной Африке

## Возвращение в Грецию и смерть
Немцы ушли из Афин 12 октября 1944 года.
Город был взят под контроль легко вооружённые городскими отрядами Народно-освободительной армии Греции (ЭЛАС), объединённые в 1-й корпус:742 с боями спасшим множество городских объектов, включая электростанции, от их разрушения уходящими немцами.
Первые английские части прибыли в Афины через два дня, а затем, 18 октября, в столицу прибыло эмиграционное правительство Георгиоса Папандреу и английская «военно-политическая сеть», встреченные почётным караулом сил ЭЛАС.
Генерал Кордзас вернулся в свой дом в Кипсели, одном из центральных районов греческой столицы, в начале ноября.
Попытка правительства Папандреу разоружить в одностроннем порядке силы ЭЛАС привела к декабрьским боям между городскими отрядами ЭЛАС и английскими войсками, поддерживаемыми двумя соединениями правительства Папандреу и бывшими коллаборационистами.
В ходе боёв, отставной генерал-майор и бывший министр Кордзас был убит в собственном доме
.